# Helferella
Helferella (лат.) — род жуков-златок из подсемейства Polycestinae. Известно около 20 видов.

## Распространение
Юго-Восточная Азия (Индонезия, Филиппины), Австралия и Океания (Папуа-Новая Гвинея, Фиджи).

## Описание
Род характеризуется маленькими размерами (<3 мм), удлиненными и параллельносторонними жуками, которые обычно блестящие и черные. Есть эпиплевры надкрыльев и хорошо развитая пронотальная, сублатеральная борозда для расположения усиков в покое. Взрослые жуки Helferella активны в течение дня, и их собирали только с листьев или иногда в ловушки. Helferella gothmogoides и H. tolgae из Северного Квинсленда были собраны в световые ловушки. Однако взрослые особи могут быть травоядными. Helferella manningensis и H. miyal были собраны путем выбивания листвы деревьев в литоральных остатках тропических лесов на севере Нового Южного Уэльса. Helferella manningensis была собрана на листьях Guioa semiglauca (семейство Сапиндовые). Один вид известен из Центрального Квинсленда (национальный парк Гумбольдт) в эвкалиптово-акациевых лесах. Растения-хозяева личинок неизвестны, однако родственный род Mastogenius был зарегистрирован в Эквадоре, размножающийся на акации и Прозописе (Бобовые), а в Северной Америке — на Дубе (Буковые) и Багряннике (Fabaceae). Личинки родственного вида Ankareus somalicus (из Сомали) размножаются в акации (Fabaceae).

## Систематика
Известно около 20 видов. Род входит в состав трибы HaplostethiniLeConte, 1861 из подсемейства Polycestinae. Виды Helferella ранее были помещены в подсемейство Mastogeniinae. Два австралийских вида (H. abbreviata, H. elata) ранее были отнесены к роду Germarica, который по размеру и окраске внешне похож на Helferella. Helferella frenchi первоначально была описана как вид рода Mastogenius (Théry 1928).
- Helferella abbreviata (Carter, 1926)
- Helferella dianae Cobos, 1957[1]typus
- Helferella elata (Carter, 1926)
- Helferella fiji Bellamy, 1991[3]
- Helferella frenchi (Théry, 1928)
- Helferella gothmogoides Williams & Weir, 1988[4]
- Helferella macalpinei Williams & Weir, 1987[5]
- Helferella manningensis Williams & Weir, 1987[5]
- Helferella miyal Williams & Weir, 1987[5]
- Helferella oborili Bílý & Nakládal, 2010[6]
- Helferella papuae Bellamy, 1991[3]
- Helferella philippinensis Bellamy, 1991[3]
- Helferella tolgae Williams & Weir, 1988[4]
- Helferella vanuae Bellamy, 1991[3]
- Helferella viti Bellamy, 1991[3]
- Helferella webbensis Williams & Weir, 1987[5]